# ابراهیم حسن (بازیکن فوتبال، زاده ۱۹۹۱)
ابراهیم حسن (عربی: إبراهيم حسن؛ زادهٔ ۲۵ ژوئیهٔ ۱۹۹۱) یک ورزشکار اهل مصر است.
از باشگاه‌هایی که در آن بازی کرده‌است می‌توان به باشگاه ورزشی اسماعیلی اشاره کرد.